# Gouvernement Portes Gil
Cet article présente la composition du gouvernement mexicain sous le président Emilio Portes Gil, il est l'ensemble des secrétaires du gouvernement républicain du Mexique. Il est ici présenté dans l'ordre protocolaire. Actuellement les membres du gouvernement exécutif du Mexique ne prennent pas le titre de ministre mais celui de secrétaire.

## Liste des secrétaires
- Secrétaire du Gouvernement du Mexique
  - (1928 - 1930) : Felipe Canales
- Secrétaire des Relations Extérieures du Mexique
  - (1928 - 1930) : Genaro Estrada Félix
- Secrétaire de la Guerre et de la Marine du Mexique
  - (1928 - 1929) : Joaquín Amaro
  - (1929 - 1929) : Plutarco Elías Calles
  - (1929 - 1930) : Joaquín Amaro
- Secrétaire des Finances et du Crédit Public du Mexique
  - (1928 - 1930) : Luis Montes de Oca
- Secrétaire de l'Éducation publique du Mexique
  - (1928 - 1930) : Ezequiel Padilla
- Secrétaire de l'Agriculture et de la Promotion du Mexique
  - (1928 - 1930) : Marte R. Gómez
- Secrétaire des Communications et des Œuvres Publiques du Mexique
  - (1928 - 1930) : Javier Sánchez Mejorada
- Secrétaire de l'Industrie et du Commerce du Mexique
  - (1928 - 1929) : José María Puig Casauranc
  - (1929 - 1930) : Ramón de Negri
- Procureur général de la République du Mexique
  - (1928 - 1928) : Ezequiel Padilla Peñaloza
  - (1928 - 1930) : Enrique Medina